# مارتسال‌گرگیی
مارتسال‌گِرگِیی (به مجاری:  Marcalgergelyi) یک شهرداری در مجارستان است که در ناحیه پاپا واقع شده‌است. مارتسال‌گِرگِیی ۷٫۷۶ کیلومتر مربع مساحت و ۴۴۹ نفر جمعیت دارد.